# Clayton da Silveira da Silva
Clayton da Silveira da Silva, genannt Clayton, (* 23. Oktober 1995 in Rio de Janeiro) ist ein brasilianischer Fußballspieler. Der Rechtsfüßer wird alternativ im offensiven Mittelfeld oder als Stürmer eingesetzt.

## Karriere
Clayton erlernte das Fußballspielen in einer Fußballschule seines Vaters. Von hier aus ging er 2007 in den Nachwuchsbereich des Figueirense FC in Florianópolis. 2012 schaffte er bei dem Klub den Sprung in den Profikader. Sein erstes Série A Spiel bestritt in der Meisterschaft im Zuge des 34. Spieltages am 4. November 2012. Im Spiel gegen den CR Flamengo wurde Clayton in der 78. Minute für Rafael Coutinho eingewechselt. Es schloss sich ein weiterer Einsatz am nächsten Spieltag gegen Sport Recife an. Dieses blieb sein letzter Einsatz in der Saison. An dessen Ende stand Figueirense als Tabellenletzter fest und musste in die Série B absteigen.
Zur Saison 2013 musste der Spieler wieder in den Nachwuchsbereich zurückkehren. In dem Jahr gelang seinem Klub als Tabellenvierter der Série B der Wiederaufstieg. Clayton kehrte gleich zu Beginn des Jahres in den Profikader zurück und trat mit diesem zunächst in der Staatsmeisterschaft von Santa Catarina an. Zum Titelgewinn des Klubs steuerte er in acht Spielen ein Tor bei. Dieses war sein erstes Tor als Profi. Nachdem er in der 83. Minute für Dudu eingewechselt worden war, erzielte er in der 88. Minute den 1:2-Anschlusstreffer. In der Meisterschaft 2014 kam Clayton am 3. August 2014 zu seinem ersten Série A Tor. Im Heimspiel gegen Sport Recife kam er in der 68. Minute für Jean Carlos und traf in der 75. zum 2:0 (Entstand 3:0).
Clayton blieb bis Anfang 2016 bei Figueirense. Er betritt mit dem Klub noch Spiele in der Primeira Liga do Brasil 2016 und der Staatsmeisterschaft von Santa Catarina. Noch im laufenden Wettbewerb wechselte Clayton am 25. Februar 2016 zu Atlético Mineiro nach Belo Horizonte. Mit Atlético trat der Spieler das erste Mal auf internationaler Klubebene an. In der Copa Libertadores 2016 gab er am 27. April 2016 gegen Racing Club (Avellaneda) sein Debüt. In dem Spiel wurde er in der 72. Minute für Jesús Dátolo eingewechselt. Es folgten drei weitere Einsätze in dem Wettbewerb. Ein Tor gelang ihm dabei nicht. In der anschließenden Meisterschaftssaison kam er zu 28 Einsätzen, bei denen er vier Treffer erzielte.
Die Saison 2017 wurde Clayton für einige Monate an SC Corinthians ausgeliehen, spielte aber auch für Atlético zeitweilig in der Série A. Im Folgejahr kam er bei Atlético zu keinen Einsätzen und wurde im August des Jahres an den EC Bahia für ein Jahr ausgeliehen. Sein letztes Spiel für Bahia bestritt Clayton am 28. Juli 2019 dem 12. Spieltag der Meisterschaftssaison 2019. Danach kehrte zu Atlético zurück. Nach zwei Spieltagen als Reservespieler ohne Einsatz wurde Clayton an den Ligakonkurrenten CR Vasco da Gama ausgeliehen. Der Kontrakt mit Vasco wurde noch vor Ende der Saison am 19. November 2019 nach dem 33. Spieltag beendet. Atlético hatte Vasco vorgeworfen, sich nicht an den Vertrag zu halten. Nachdem Clayton keine Berücksichtigung bei Atlético mehr gefunden hatte, löste der Klub den Vertrag Ende Juni 2020 auf.
Im Oktober 2020 wechselte Clayton in die Ukraine zu Dynamo Kiew. Mit nur einem einzigen neunminütigen Einsatz in der Saison wurde er mit dem Klub in der Premjer-Liha 2020/21 nationaler Meister. Im Zuge des Pokalerfolges saß er lediglich viermal auf der Reservebank.
Nachdem Clayton sich bei dem Klub nicht durchsetzen konnte, kehrte er, mit nur einem Spiel im Gepäck, nach der Saison 2020/21 in seine Heimat zurück. Hier unterzeichnete er im September 2021 einen neuen Vertrag beim CS Alagoano für die Saison 2022. Auch in der folgen spielte er nur bei unterklassigen Klubs, so 2023 beim Londrina EC (drei torlose Spiele in der Staatsmeisterschaft von Paraná) und beim Hercílio Luz FC (11 Spiele, drei Tore im Staatspokal von Santa Catarina). Nach Austragung der Staatsmeisterschaft von Santa Catarina 2024, wechselte er im Mai des Jahres nach Malaysia zum Perak FC.

## Erfolge
Figueirense
- Staatsmeisterschaft von Santa Catarina: 2014, 2015

Corinthians
- Staatsmeisterschaft von São Paulo: 2017

Bahia
- Staatsmeisterschaft von Bahia: 2019

Dynamo Kiew
- Premjer-Liha: 2020/21
- Ukrainischer Fußballpokal: 2020/21

Auszeichnungen
- Staatsmeisterschaft von Santa Catarina: Bester Stürmer 2015[12]